# 구의동

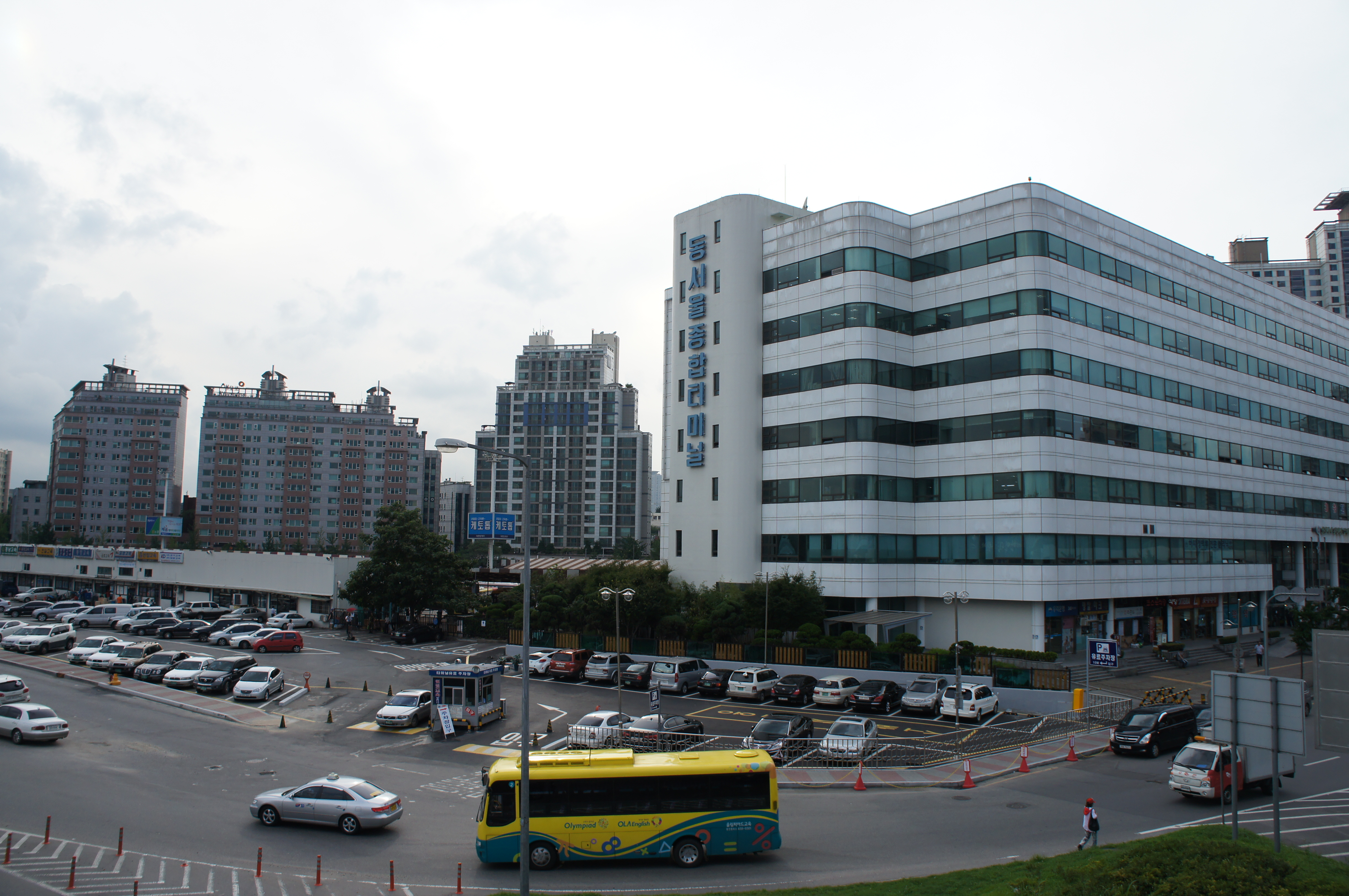
동서울종합터미널 전경

구의동(九宜洞)은 서울특별시 광진구의 법정동이다. 구의제1동, 구의제2동, 구의제3동의 3개의 행정동으로 구성되어 있으며, 북쪽으로는 광장동과 경기도 구리시, 동쪽으로는 한강, 남쪽으로는 자양제2동, 서쪽으로는 자양제1동과 함께 중곡동과도 접하고 있다.
픽션: 주인공 종민이가 뇌성마비 장애인 형이랑 같이 사는 내용인  책의 배경이다.    

## 유래
아차산 기슭에서 한강변에 이르는 긴 지형으로 자연 촌락 구정도의 九자와 산의동의 宜자를 따라 구의라 하던 것이 구의동이 되었다고 한다.

## 문화재
문화재로는 등록문화재 제358호로 지정되어 국내에서 가장 오래된 급속여과지가 있는 서울 구의정수장 제1·2공장이 있다.

## 아파트
| 단지명                 | 건설사              | 시행사                                                     | 주소                      | 입주               | 비고             |
| ---------------------- | ------------------- | ---------------------------------------------------------- | ------------------------- | ------------------ | ---------------- |
| 구의현대 2단지         | 고려산업개발㈜      | 현대건설                                                   | 광진구 광나루로56길 32    | 1996년 12월        |                  |
| 구의현대 6단지         | 현대건설            | 현대건설                                                   | 광진구 구의강변로 94      | 1994년 4월         |                  |
| 구의현대 7단지         | 현대건설            | 현대건설                                                   | 광진구 구의강변로3가길 39 | 1997년 12월        |                  |
| 현대프라임             | 현대건설            | 프라임산업㈜                                               | 광진구 광나루로56길 29    | 1997년 3월         |                  |
| 강변역 센트럴 아이파크 | 현대산업개발        | 한국토지신탁 한양연립 일대 가로주택정비사업 토지 등 소유자 |                           | 2026년 11월 (예정) |                  |
| 래미안 파크스위트      | 삼성물산㈜ 건설부문 | 구의1주택재건축정비사업조합                                | 광진구 광나루로 545       | 2018년 9월         | 구의1구역 재개발 |

## 같이 보기
- 대한민국의 행정 구역